# Ungerns damlandslag i innebandy
Ungerns damlandslag i innebandy representerar Ungern i innebandy på damsidan.

## Historik
Laget spelade sin första landskamp den 15 maj 1995, då man utklassades av Sverige med 0-16 i Jona under Öppna Europamästerskapet.

### Fotnoter
1. ↑  Olsson, Persson, Olsson, Persson. Innebandy. Rabén & Sjögren